# Alice (film, 1990)
Alice je americký film z roku 1990, který natočil režisér Woody Allen podle vlastního scénáře. Film byl zčásti inspirován Felliniho snímkem Giulietta a duchové (1965). Sleduje život do té doby spořádaně žijící ženy, která se kvůli vyčerpání rozhodne navštívit čínského léčitele. Jím předepsané bylinky na ní mají nečekaný vliv. Hlavní roli ve filmu ztvárnila Allenova přítelkyně Mia Farrowová a dále v něm hráli Joe Mantegna, William Hurt, Blythe Danner, Alec Baldwin a další. Alice a jedním z dvanácti Allenových filmů, na kterých se coby kameraman podílel Carlo Di Palma. Allen byl za scénář nominován na Oscara.